# Islas Rennell
Las islas Rennell  están situadas en el océano Pacífico en la región austral de Chile, al norte del estrecho de Magallanes. Forman parte del archipiélago Reina Adelaida. Son dos grandes islas ubicadas en el lado NE del archipiélago Reina Adelaida, separadas por un estrecho canal sin nombre. 
Administrativamente pertenecen a la provincia Última Esperanza de la XII Región de Magallanes y la Antártica Chilena.

## Geografía
Las islas Rennell están situadas en el extremo NE del archipiélago Reina Adelaida. El eje mayor de las islas corre del NW al SE con un largo total de 44 millas, su ancho mayor es de alrededor de 6 millas.
La punta norte la forma el cabo Dispatch, la extremidad sur el cabo Palmer. En la parte norte hay alturas que varían entre los 338 y los 448 metros, en la parte sur se alza el monte Goñi.
Sus límites son:
- al norte y al este: el canal Smyth, que las separa de las islas Piazzi, Taraba y Hunter entre otras.
- al sur: la unión de los canales Smyth y Cutler,
- al oeste: los canales Uribe y Cutler que las separan de muchas islas de variados portes.

## Fondeaderos y surgideros
En el sector suroriental se encuentran la bahía Ensenada, la bahía Welcome que contiene el puerto Mardon y la bahía Open. En la costa noroccidental está el abra Honda con la caleta Parnnell.